# 中甸葶苈
中甸葶苈（学名：Draba serpens），为十字花科葶苈属下的一个植物种。